# Epilobium fossicola
Epilobium fossicola är en dunörtsväxtart som beskrevs av M. Smejkal. Epilobium fossicola ingår i släktet dunörter, och familjen dunörtsväxter. Inga underarter finns listade i Catalogue of Life.